# Target (pubblicità)
In Economia, il targeting (dall'Inglese target, obiettivo) è una scelta strategica che attiene all'individuazione, a seguito della segmentazione, del gruppo di consumatori da servire tramite un'offerta (o più offerte) ad hoc.
L'impresa, infatti, può porsi nei confronti del mercato in modo indifferenziato (una sola offerta per tutti i consumatori) oppure in modo differenziato (ogni target avrà la propria offerta specifica). 
Inoltre, s'indicano con il termine target anche i particolari destinatari di una campagna promozionale. 

## Tipi di Target
- target di marketing che risponde alla domanda "a chi devo vendere?"
- target di comunicazione che risponde alla domanda "a chi devo comunicare?".

Per riconoscere al meglio ogni tipo di gruppo (target definito) si ha bisogno di conoscere i cluster, gruppi ben definiti di persone che hanno degli obiettivi e delle caratteristiche in comune. I cluster sono definiti da indagini di mercato, dette indagini psicografiche oppure indagini sinottiche. C'è un ulteriore modo di decifrare il target più corretto per il messaggio pubblicitario, determinarlo con criteri socio-demografici e geografici.
- Criteri demografici:
  - Sesso
  - Età
  - Stato civile
  - Numero di figli

- Criteri sociografici:
  - Classe sociale
  - Titolo di studio
  - Professione

- Criteri geografici:
  - Zona geografica
  - Ampiezza del centro